# Tethocyathus variabilis
Espèce
Statut CITES
Tethocyathus variabilis est une espèce de coraux appartenant à la famille des Caryophylliidae.